# فهرست فیلم‌های معمایی
این فهرستی از فیلم‌های معمایی است که داستان آنها در مورد راه حلی برای یک مشکل یا جرم و جنایت می‌باشد. این گونه از فیلم تلاش قهرمان داستان را برای حل یک معما با استفاده از سرنخ‌ها و بررسی‌ها نشان می‌دهد.

## دههٔ ۱۹۱۰
- شرلوک هولمز (۱۹۱۶)[۱]
- هفت کلید برای بالدپیت (۱۹۱۷)

## دههٔ ۱۹۲۰
- شرلوک هولمز (۱۹۲۲)[۱]
- مردی از فراتر (۱۹۲۲)
- گربه و قناری (۱۹۲۷)
- مستأجر: داستان لندن مه‌آلود (۱۹۲۷)
- پرونده قتل قناری (۱۹۲۹)
- پرونده قتل گرین (۱۹۲۹)
- نامه (۱۹۲۹)
- معمای قتل استودیو (۱۹۲۹)

## دههٔ ۱۹۳۰
- زمزمه‌های خفاش (۱۹۳۰)
- پرونده قتل بنسون (۱۹۳۰)
- بازگشت دکتر فو مانچو (۱۹۳۰)
- شتر سیاه (۱۹۳۱)
- دختر اژدها (۱۹۳۱)
- شاهین مالت (1931)[۲]
- ماری (۱۹۳۱)
- کاردینال خفته (۱۹۳۱)
- گروه خالدار (۱۹۳۱)
- آرسن لوپن (۱۹۳۲)
- دکتر ایکس (۱۹۳۲)
- بوسه مرگ (۱۹۳۲)
- مستاجر (۱۹۳۲)
- خانه تاریک قدیمی (۱۹۳۲)
- شبح کرست وود (۱۹۳۲)
- شرلوک هولمز (۱۹۳۲)
- نشانه چهار (۱۹۳۲)
- سیزده زن (۱۹۳۲)
- اتود در قرمز لاکی (۱۹۳۳)
- معمای موزه موم (۱۹۳۳)
- پرونده قتل کنل (۱۹۳۳)
- لرد اجور می‌میرد (۱۹۳۴)
- پرونده سگ زوزه‌کش (۱۹۳۴)
- چارلی چان در لندن (۱۹۳۴)
- پرونده قتل اژدها (۱۹۳۴)
- مردی که زیاد می‌دانست (1934)[۳]
- مرد لاغر (۱۹۳۴)
- ۳۹ پله (۱۹۳۵)
- پرونده عروس کنجکاو (۱۹۳۵)
- پرونده پاهای خوش شانس (۱۹۳۵)
- پرونده قتل کازینو (۱۹۳۵)
- چارلی چان در مصر (۱۹۳۵)
- چارلی چان در پاریس (۱۹۳۵)
- چارلی چان در شانگهای (۱۹۳۵)
- کلید شیشه‌ای (۱۹۳۵)
- اسرار ادوین درود (۱۹۳۵)
- دیشب را به خاطر داری؟ (۱۹۳۵)
- معمای کیپ اسپانیایی (۱۹۳۵)، اولین فیلم الری کوئین
- پیروزی شرلوک هلمز (۱۹۳۵)
- به دنبال مرد لاغر (۱۹۳۶)
- پرونده گربه سیاه (۱۹۳۶)
- پرونده پنجه‌های مخملی (۱۹۳۶)
- چارلی چان در سیرک (۱۹۳۶)
- چارلی چان در اپرا (۱۹۳۶)
- چارلی چان در پیست مسابقه (۱۹۳۶)
- راز چارلی چان (۱۹۳۶)
- پرونده قتل باغ (۱۹۳۶)
- قتل در مسیر افسار (۱۹۳۶)
- قطعه ضخیم می‌شود (۱۹۳۶)
- راز قتل پیش‌نمایش (۱۹۳۶)
- شیطان یک بانو را می‌بیند (۱۹۳۶)
- مأمور مخفی (۱۹۳۶)
- پرونده اسقف لکنت‌زبان (۱۹۳۷)
- سگ باسکرویل (۱۹۳۷)
- مردی که شرلوک هولمز بود (۱۹۳۷)
- شب رمز و راز (۱۹۳۷)
- سیلور بلیز (۱۹۳۷)
- چارلی چان در المپیک (۱۹۳۷)
- چارلی چان در برادوی (۱۹۳۷)
- جوان و بی‌گناه (۱۹۳۷)
- آرسین لوپین بازمی‌گردد (۱۹۳۸)
- چارلی چان در مونت کارلو (۱۹۳۸)
- خانم ناپدید می‌شود (۱۹۳۸)
- خانم مانتون دیوانه (۱۹۳۸)
- قمار آقای موتو (۱۹۳۸)
- آقای وانگ، کارآگاه (۱۹۳۸)
- آقای موتوی معمایی (۱۹۳۸)
- نانسی درو… کارآگاه (۱۹۳۸)
- فرد مقدس در نیویورک (۱۹۳۸)
- تام ساویر، کارآگاه (۱۹۳۸)
- ماجراهای شرلوک هولمز (۱۹۳۹)
- معمای ورزشگاه آرسنال (۱۹۳۹)
- گربه و قناری (۱۹۳۹)
- پرونده قتل گرسی آلن (۱۹۳۹)
- درنده باسکرویل (۱۹۳۹)
- معمای آقای وانگ (۱۹۳۹)
- نانسی درو و پله پنهان (۱۹۳۹)
- نانسی درو… گزارشگر (۱۹۳۹)
- نانسی درو… مشکل‌ساز (۱۹۳۹)
- سینت حمله می‌کند (۱۹۳۹)

## دههٔ ۱۹۴۰
- چراغ گاز (۱۹۴۰)
- نامه (۱۹۴۰)
- ربه‌کا (۱۹۴۰)[۴]
- گربه سیاه (۱۹۴۱)
- همشهری کین (۱۹۴۱)[۵]
- ردپاها در تاریکی (۱۹۴۱)
- شاهین گی (۱۹۴۱)
- قطار شبح (۱۹۴۱)
- شاهین مالت (۱۹۴۱)[۶]
- سایه مرد لاغر (۱۹۴۱)
- سایه‌های روی پله (۱۹۴۱)
- سوءظن(۱۹۴۱)[۷]
- تاپر بازمی‌گردد (۱۹۴۱)
- چشم‌ها در شب (۱۹۴۲)
- شاهین تسخیر می‌شود (۱۹۴۲)
- برادر شاهین (۱۹۴۲)
- کلید شیشه‌ای (۱۹۴۲)
- خرابکار (۱۹۴۲)
- شرلوک هولمز و سلاح سری (۱۹۴۲)
- شرلوک هولمز و بانگ وحشت (۱۹۴۲)
- سایه یک شک (۱۹۴۳)

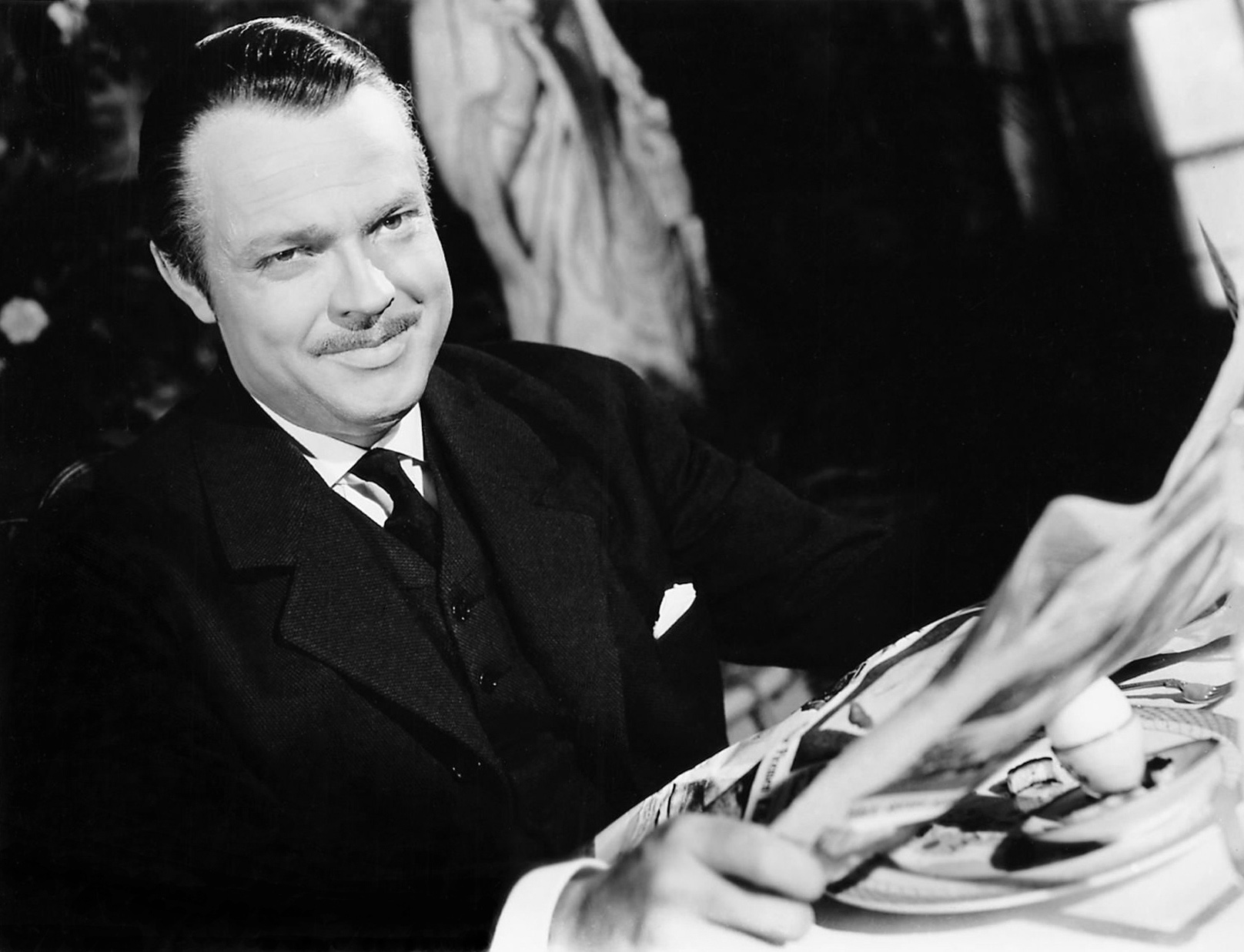
تصویری از «همشهری کین»

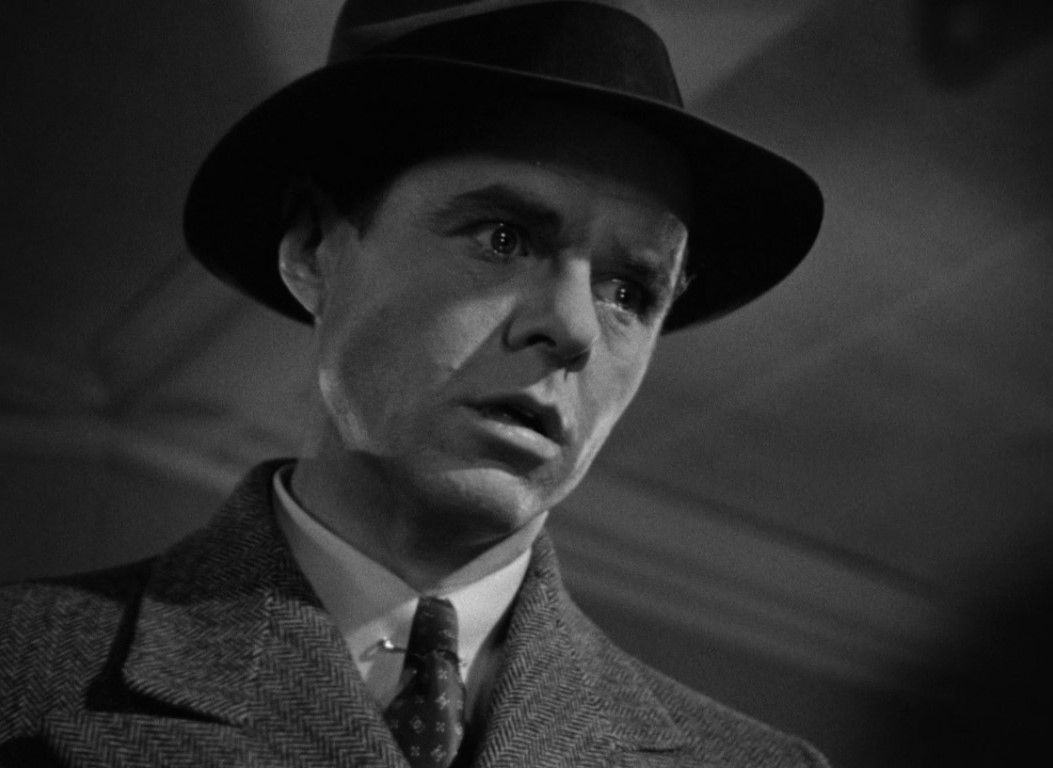
تصویری از «شاهین مالت»

- شرلوک هولمز با مرگ روبه‌رو می‌شود (۱۹۴۳)
- شرلوک هولمز در واشینگتن (۱۹۴۳)
- تعطیلات کریسمس (۱۹۴۴)
- چراغ گاز (۱۹۴۴)
- لورا (۱۹۴۴)[۸]
- مستاجر (۱۹۴۴)
- قتل، عزیز من (۱۹۴۴)
- مروارید مرگ (۱۹۴۴), شرلوک هولمز
- بانوی فانتوم (۱۹۴۴)
- پنجه سرخ (۱۹۴۴), شرلوک هولمز
- زن عنکبوتی (۱۹۴۴)
- مظنون (۱۹۴۴)
- سپس هیچ‌کدام باقی نماندند (۱۹۴۵)[۹]
- میدان خماری (۱۹۴۵)
- چشم پنهان (۱۹۴۵)
- لاغرخان میره خونه (۱۹۴۵)
- تعقیب در الجزایر (۱۹۴۵)
- شرلوک هولمز و خانه وحشت (۱۹۴۵)
- طلسم‌شده (۱۹۴۵)[۱۰]
- زن سبزپوش (۱۹۴۵), شرلوک هولمز
- خواب ابدی (۱۹۴۶)
- کوکب آبی (۱۹۴۶)
- گوشه تاریک (۱۹۴۶)
- در لباسی خیره‌کننده (۱۹۴۶), شرلوک هولمز
- گرگ‌نمای لندن (۱۹۴۶)
- پلکان مارپیچ (۱۹۴۶)
- بیگانه (۱۹۴۶)
- زن عجیب (۱۹۴۶)
- وحشت نیمه‌شب (۱۹۴۶)، شرلوک هولمز
- آتش متقاطع (۱۹۴۷)
- ترس در شب (۱۹۴۷)
- جانی اوکلاک (۱۹۴۷)
- بانویی از شانگهای (۱۹۴۷)
- بانوی دریاچه (۱۹۴۷)
- اغوا شده (۱۹۴۷)
- از درون گذشته (۱۹۴۷)
- فیلو ونس برمی گردد (۱۹۴۷)
- ترانه مرد لاغر (۱۹۴۷)
- بی وفا (۱۹۴۷)
- آنها مرا باور نخواهند کرد (۱۹۴۷)
- ساعت بزرگ (۱۹۴۸), بازسازی فیلم هیچ راهی وجود ندارد (۱۹۸۷)
- طناب (۱۹۴۸)[۱۱]
- بخواب، عشق من (۱۹۴۸)
- متأسفم، شماره اشتباه است (۱۹۴۸)
- نام مستعار نیک بیل (۱۹۴۹)
- دی او ای (۱۹۴۹)
- لیدی گمبلز (۱۹۴۹)
- دستکاری شده (۱۹۴۹)
- مرد سوم (۱۹۴۹)[۱۲]
- برای اشک ریختن دیر شده (۱۹۴۹)

## دههٔ ۱۹۵۰
- ترس صحنه (۱۹۵۰)
- ایستگاه یونیون (۱۹۵۰)
- بیگانگان در ترن (۱۹۵۱)[۲]
- تماس تلفنی از یک غریبه (۱۹۵۲)
- برنامه‌ریزی برای جنایت (۱۹۵۳)
- بلو گاردنیا (۱۹۵۳)
- خانه مومی (۱۹۵۳)
- مردی در اتاق زیر شیروانی (۱۹۵۳)
- وب شیشه‌ای (۱۹۵۳)
- انتظار طولانی (۱۹۵۴)
- پنجره عقبی (۱۹۵۴)[۱۳]
- مرگبار ببوس مرا (۱۹۵۵)
- آقای آرکادین (۱۹۵۵)[۲]
- جولی (۱۹۵۶)
- مردی که زیاد می‌دانست (۱۹۵۶)[۱۴]
- ۲۳ قدم تا خیابان بیکر (۱۹۵۶)
- تفنگ من سریع است (۱۹۵۷)
- شاهدی برای تعقیب (۱۹۵۷)[۲]
- سرگیجه (۱۹۵۸)[۷]
- سگ باسکرویل (۱۹۵۹)
- ۳۹ پله (۱۹۵۹)[۱۵]
- شمال از شمال غربی (۱۹۵۹)[۲]

## دههٔ ۱۹۶۰
- روانی (۱۹۶۰)[۱۳]
- توری نیمه‌شب (۱۹۶۰)
- قتل، او گفت (۱۹۶۱)
- کاندیدای منچوری (۱۹۶۲)[۲]

پوستر «هاراکیری» اثر ماساکی کوبایاشی که با رتبهٔ ۸٫۶ در بانک اطلاعات اینترنتی فیلم‌ها یکی از برترین فیلم‌های تاریخ سینما محسوب می‌شود.

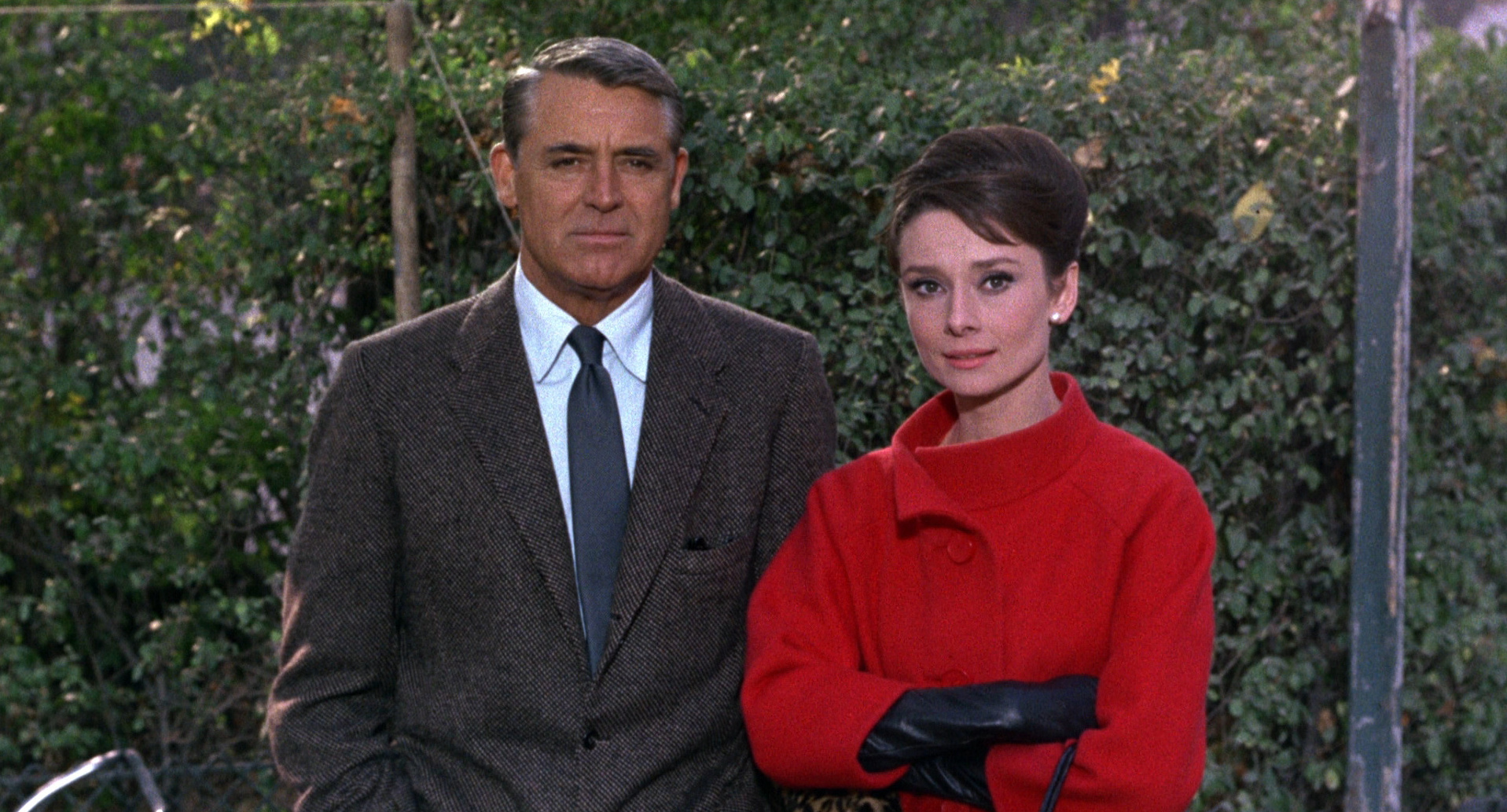
تصویری از «معما» اثر استنلی دانن

- شرلوک هلمز و گردنبند مرگبار (۱۹۶۲)
- محاکمه (۱۹۶۲)
- هاراکیری (۱۹۶۲)
- پرندگان (۱۹۶۳)[۲]
- معما (۱۹۶۳)[۲]
- شکارچیان دختر (۱۹۶۳)
- فهرست آدریان مسنجر (۱۹۶۳)
- خانه تاریک قدیمی (۱۹۶۳)
- قتل در گالوپ (۱۹۶۳)
- پلنگ صورتی (۱۹۶۳)
- مارنی (۱۹۶۴)
- ناپاک‌ترین قتل (۱۹۶۴)
- چرخنده‌های ماه (۱۹۶۴)
- قتل آهوی! (۱۹۶۴)
- تیری در تاریکی (۱۹۶۴)
- جنایت‌هایی به ترتیب الفبا (۱۹۶۵)
- آلفاویل (۱۹۶۵)
- یک مطالعه در مورد ترور (۱۹۶۵)
- سیلویا (۱۹۶۵)
- ده سرخ‌پوست کوچولو (۱۹۶۵)
- گربه جاسوس (۱۹۶۵)
- روز سوم (۱۹۶۵)
- آگراندیسمان (۱۹۶۶)
- برسرک! (۱۹۶۷)
- آتی کانگال (۱۹۶۷)
- قتل‌های شامپاین (۱۹۶۷)
- گان (۱۹۶۷)
- در گرمای شب (۱۹۶۷)[۱۳]
- تونی روم (۱۹۶۷)
- تا تاریکی صبر کن (۱۹۶۷)
- گلوله اخطار (۱۹۶۷)
- بولیت (۱۹۶۸)
- کارآگاه (۱۹۶۸)
- بازرس کلوزو (۱۹۶۸)
- جیگ‌سا (۱۹۶۸)
- بانو در سیمان (۱۹۶۸)
- مادیگان (۱۹۶۸)
- راهی برای درمان یک خانم وجود ندارد (۱۹۶۸)
- پی. جی (۱۹۶۸)
- گزاف‌گویی بزرگ (۱۹۶۹)
- مارلو (۱۹۶۹)

## دههٔ ۱۹۷۰
- زندگی خصوصی شرلوک هولمز (۱۹۷۰)
- گربه نه‌دم (۱۹۷۱)
- گومشو (۱۹۷۱)
- کلوت (۱۹۷۱)
- خدمتکاران زیبا همه در یک ردیف (۱۹۷۱)
- درمان کری (۱۹۷۲)
- هیکی و بوگز (۱۹۷۲)
- جنون (۱۹۷۲)
- پالپ (۱۹۷۲)
- کارآگاه (۱۹۷۲)
- آنها فقط اربابان خود را می‌کشند (۱۹۷۲)
- الکترا گلاید به رنگ آبی (۱۹۷۳)
- آخرین شیلا (۱۹۷۳)
- افسانه خانه جهنمی (۱۹۷۳)
- خداحافظی طولانی (۱۹۷۳)[۶]
- شموس (۱۹۷۳)
- محله چینی‌ها (۱۹۷۴)[۲]
- مکالمه (۱۹۷۴)[۱۷]
- مرد نیمه شب (۱۹۷۴)
- قتل در قطار سریع‌السیر شرق (۱۹۷۴)[۹]
- ماجراجویی برادر هوشمندتر شرلوک هلمز (۱۹۷۵)
- پرنده سیاه (۱۹۷۵)
- فرار به کوه جادوگر (۱۹۷۵)
- بدرود خوشگل من (۱۹۷۵)
- افسانه لیزی بوردن (۱۹۷۵)
- حرکت شب (۱۹۷۵)
- یکی از دایناسورهای ما گم شده (۱۹۷۵)
- بازگشت پلنگ صورتی (۱۹۷۵)
- دراونینگ پول (۱۹۷۶)
- توطئه خانوادگی (۱۹۷۶)[۲]
- قتل با مرگ (۱۹۷۶)[۲]
- پلنگ صورتی دوباره ضربه می‌زند (۱۹۷۶)
- راه حل هفت درصدی (۱۹۷۶)
- شرلوک هلمز در نیویورک (۱۹۷۶)
- اضطراب بالا (۱۹۷۷)
- نمایش دیرهنگام (۱۹۷۷)
- مورد عجیب پایان تمدن آنطور که می‌شناسیم (۱۹۷۷)
- مرگ بر روی نیل (۱۹۷۸)[۹]
- سگ باسکرویل (۱۹۷۸)
- انتقام پلنگ صورتی (۱۹۷۸)
- چه کسی در حال کشتن سرآشپزهای بزرگ اروپا است؟ (۱۹۷۸)
- خواب بزرگ (۱۹۷۸)
- کارآگاه ارزان (۱۹۷۸)
- چشم‌های لورا مارس (۱۹۷۸)
- بازگشت از کوه جادوگر (۱۹۷۸)
- سی و نه پله (۱۹۷۸)
- قتل با حکم (۱۹۷۹)
- بی نظمی‌های خیابان شمالی (۱۹۷۹)

## دههٔ ۱۹۸۰
- نام گل سرخ (۱۹۸۰)
- در لباسی خیره‌کننده (۱۹۸۰)
- آینه ترک برداشته (۱۹۸۰)
- دیده‌بان در جنگل (۱۹۸۰)
- انفجار (۱۹۸۱)[۱۸]
- گرمای بدن (۱۹۸۱)[۱۹]
- راه کاتر (۱۹۸۱)
- کاغذ بزرگ ماپت (۱۹۸۱)
- اعترافات واقعی (۱۹۸۱)
- بلید رانر (۱۹۸۲)
- تله مرگ (۱۹۸۲)[۲]
- شیطان زیر آفتاب (۱۹۸۲)
- من، ژوری (۱۹۸۲)
- ردپای پلنگ صورتی (۱۹۸۲)
- نفرین پلنگ صورتی (۱۹۸۳)
- پارک گورکی (۱۹۸۳)
- همت (۱۹۸۳)
- بر خلاف انتظارات (۱۹۸۴)
- بادی دابل (۱۹۸۴)
- سختی بی گناهی (۱۹۸۴)
- داستان یک سرباز (۱۹۸۴)
- طناب بندبازی (۱۹۸۴)
- سرنخ (۱۹۸۵)[۱۳]
- مواضع سازش آمیز (۱۹۸۵)
- لبه‌های دندانه‌دار (۱۹۸۵)
- کارآگاه موش بزرگ (۱۹۸۶)[۱۹]
- شکارچی انسان (۱۹۸۶)
- صبح روز بعد (۱۹۸۶)
  - شرلوک هلمز جوان (۱۹۸۶)[۲]
- قلب فرشته (۱۹۸۷)
- بیوه سیاه (۱۹۸۷)
- هیچ راهی وجود ندارد (۱۹۸۷)
- قتل‌های تسبیح (۱۹۸۷)
- کودکان استپفورد (۱۹۸۷)
- گردن‌کلفت‌ها نمی‌رقصند (۱۹۸۷)
- ملاقات با مرگ (۱۹۸۸)
- استخر مرده (۱۹۸۸)
- نقاب (۱۹۸۸)
- هدف متحرک (۱۹۸۸)
- قرارگاه نظامی (۱۹۸۸)
- شیک‌داون (۱۹۸۸)
- غروب آفتاب (۱۹۸۸)
- چه کسی برای راجر رابیت پاپوش دوخت؟ (۱۹۸۸)[۹]
- دریای عشق (۱۹۸۹)

## دههٔ ۱۹۹۰
- در روح (۱۹۹۰)
- بی‌گناه (۱۹۹۰)
- دو جیک (۱۹۹۰)
- بازافروختگی (۱۹۹۱)
- آدم‌کشی (۱۹۹۱)
- ذرت بو داده (۱۹۹۱)
- از نفس افتاده (۱۹۹۱)
- تحت سوء ظن (۱۹۹۱)
- وی. آی وارشاوسکی (۱۹۹۱)
- غریزه اصلی (۱۹۹۲)[۲۱]
- سایه‌ها و مه (۱۹۹۲)[۲]
- شن‌های سفید (۱۹۹۲)
- زیپر فیس (۱۹۹۲)
- شهادت بدن (۱۹۹۳)
- پسر خوب (۱۹۹۳)
- معمای قتل منهتن (۱۹۹۳)[۲۱]
- صعود خورشید (۱۹۹۳)[۲۱]
- آسمان‌خراش (۱۹۹۳)
- پسر پلنگ صورتی (۱۹۹۳)
- فاصله قابل توجه (۱۹۹۳)
- پلک‌زدن (۱۹۹۴)
- تخته تمیز (۱۹۹۴)
- رنگ شب (۱۹۹۴)
- فلیدی (۱۹۹۴)
- قتل‌های رادیولند (۱۹۹۴)
- شیطان در لباس آبی (۱۹۹۵)[۲۲]
- جید (۱۹۹۵)
- قطار پول (۱۹۹۵)
- هفت (۱۹۹۵)[۲۱]
- مرگ ناگهانی (۱۹۹۵)
- مظنونین همیشگی (۱۹۹۵)[۲۱]
- اتاق گاز (۱۹۹۶)
- تالار شهر (۱۹۹۶)
- شجاعت در زیر آتش (۱۹۹۶)
- زندانیان بهشت (۱۹۹۶)
- ستاره تنها (۱۹۹۶)[۲۳]
- آبشارهای مالهالند (۱۹۹۶)
- ترس کهن (۱۹۹۶)[۲۱]
- جیغ (۱۹۹۶)[۲۱]
- فراموش نشدنی (۱۹۹۶)
- مکعب (۱۹۹۷)[۲۴]
- وکیل‌مدافع شیطان (۱۹۹۷)
- دختران را ببوس (۱۹۹۷)[۲۱]
- محرمانه لس آنجلس (۱۹۹۷)[۲۱]
- قتل در سال ۱۶۰۰ (۱۹۹۷)
- زندانی اسپانیایی (۱۹۹۷)
- گربه جاسوس (۱۹۹۷)
- شهر تاریک (۱۹۹۸)[۲۵]
- قاتلان در خانه (۱۹۹۸)
- پنجره پشتی (۱۹۹۸)
- سایه تردید (۱۹۹۸)
- گرگ‌ومیش (۱۹۹۸)
- تأثیر صفر (۱۹۹۸)
- پروژه جادوگر بلر (۱۹۹۹)[۲۶]
- شکارچی استخوان (۱۹۹۹)[۲۱]
- چشمان کاملاً بسته (۱۹۹۹)[۲۷]
- دختر ژنرال (۱۹۹۹)[۲۱]
- کد امگا (۱۹۹۹)
- اسلیپی هالو (۱۹۹۹)[۲]

## دههٔ ۲۰۰۰
- یادگاری (۲۰۰۰)[۱۳]
- مرسی (۲۰۰۰)
- تحت سوءظن (۲۰۰۰)
- همراه یک عنکبوت آمد (۲۰۰۱)
- میوی گربه (۲۰۰۱)[۱۹]
- چشمانت را ببند (۲۰۰۱)
- از جهنم (۲۰۰۱)
- گاسفورد پارک (۲۰۰۱)[۹]
- هانیبال (۲۰۰۱)[۲۸]
- هری پاتر و سنگ جادو (۲۰۰۱)
- مگیدو: کد امگای ۲ (۲۰۰۱)
- قول (۲۰۰۱)
- کار خون (۲۰۰۲)
- کشتی ارواح (۲۰۰۲)
- گزارش اقلیت (۲۰۰۲)[۱۳]
- جاده مالهالند (۲۰۰۲)[۱۳]
- اژدهای سرخ (۲۰۰۲)
- حلقه (۲۰۰۲)
- حقیقت درباره چارلی (۲۰۰۲)
- بیسیک (۲۰۰۳)[۱۹]
- برادری گرگ (۲۰۰۳)
- هویت (۲۰۰۳)[۹]
- در برش (۲۰۰۳)
- خاطرات قتل (۲۰۰۳)
- رودخانه مرموز (۲۰۰۳)[۲۹]
- خارج از زمان (۲۰۰۳)
- تسویه حساب (۲۰۰۳)
- کارآگاه آوازخوان (۲۰۰۳)
- کاندیدای منچوری (۲۰۰۴)[۳۰]
- شوهر عالی: داستان لاچی پترسون (۲۰۰۴)
- آجر (۲۰۰۵)[۶]
- قایم‌موشک (۲۰۰۵)
- بوس بوس بنگ بنگ (۲۰۰۵)[۹]
- غریزه اصلی ۲ (۲۰۰۶)
- کوکب سیاه (۲۰۰۶)
- رمز داوینچی (۲۰۰۶)[۱۹]
- دختر مرده (۲۰۰۶)
- هالیوودلند (۲۰۰۶)[۱۹]
- به هیچ‌کس نگو (۲۰۰۶)[۳۱]
- قاتل الفبا (۲۰۰۷)
- رفته عزیزم رفته (۲۰۰۷)
- من می‌دانم که چه کسی مرا کشت (۲۰۰۷)
- در دره الاه (۲۰۰۷)
- مراقب (۲۰۰۷)
- نانسی درو (۲۰۰۷)
- شماره ۲۳ (۲۰۰۷)
- کاملاً غریبه (۲۰۰۷)
- سه (۲۰۰۷)
- کسی پشت سرته (۲۰۰۷)
- مهمان‌پذیر (۲۰۰۷)
- تردید (۲۰۰۸)[۳۲]
- قتل‌های آکسفورد (۲۰۰۸)
- قتل عادلانه (۲۰۰۸)
- ترانس‌سایبرین (۲۰۰۸)
- فرشتگان و شیاطین (۲۰۰۹)[۳۳]
- دختری با خالکوبی اژدها (۲۰۰۹)
- جزیره هارپر (۲۰۰۹)، مینی‌سریال تلویزیونی
- راز چشمان آن‌ها (۲۰۰۹)[۳۴]
- شرلوک هولمز (۲۰۰۹)[۱۳]
- وضعیت فعلی (۲۰۰۹)[۳۵]

## دههٔ ۲۰۱۰
- ویران‌شده (۲۰۱۰)[۳۷]
- درهای آهنی (۲۰۱۰)
- شانگهای (۲۰۱۰)
- جزیره شاتر (۲۰۱۰)[۱۳]
- دختری با خالکوبی اژدها (۲۰۱۰)[۱۳]
- هری پاتر و یادگاران مرگ – قسمت دوم (۲۰۱۱)[۳۸]
- شرلوک هولمز: بازی سایه‌ها (۲۰۱۱)
- سگوندا مانو (۲۰۱۱)
- جک ریچر (۲۰۱۲)
- غراب (۲۰۱۲)
- شوم (۲۰۱۲)[۳۹]
- شهر ویران (۲۰۱۳)
- تماس (۲۰۱۳)
- زندانیان (۲۰۱۳)[۱۳]
- عوارض جانبی (۲۰۱۳)[۱۳]
- قربان‌گاه (۲۰۱۴)
- شش قهرمان بزرگ (۲۰۱۴)
- دختر گم‌شده (۲۰۱۴)[۱۳]
- ورونیکا مارس (۲۰۱۴)
- بریمستون (۲۰۱۵)
- قله‌ای به رنگ خون (۲۰۱۵)
- هشت نفرت‌انگیز (۲۰۱۵)[۴۰]
- پاد (۲۰۱۵)
- سیکاریو (۲۰۱۵)[۱]
- شهادت سولومون (۲۰۱۵)
- من یک قاتل سریالی نیستم (۲۰۱۶)
- زوتوپیا (۲۰۱۶)
- دوزخ (۲۰۱۶)[۱]
- بلید رانر ۲۰۴۹ (۲۰۱۷)[۴۱]
- کوکو (۲۰۱۷)[۴۲]
- برو بیرون (۲۰۱۷)[۱۳]
- رودخانه ویند (۲۰۱۷)
- قتل در قطار سریع‌السیر شرق (۲۰۱۷)[۹]
- چاقوکشی (۲۰۱۹)[۱۳]
- راز جنایت  (۲۰۱۹)

## دههٔ ۲۰۲۰
- مرد نامرئی (۲۰۲۰)[۱]
- انولا هولمز (۲۰۲۰)[۱]